# Imphy
 Imphy  es una población y comuna francesa, en la región de Borgoña, departamento de Nièvre, en el distrito de Nevers y cantón de Imphy.

## Demografía
| 5086 | 5183 | 4678 | 4930 | 4478 | 4015 |
| Para los censos de 1962 a 1999 la población legal corresponde a la población sin duplicidades (Fuente: INSEE [Consultar]) |      |      |      |      |      |